# Film fetish
Si definiscono film fetish delle pellicole erotiche o pornografiche esplicitamente incentrate su argomenti feticistici o riguardanti il BDSM.
Questo filone venne portato alla ribalta da Irving Klaw durante la seconda metà degli anni cinquanta, realizzando film quali Varietease, Teaserama, e Buxom Beautease, aventi come interpreti principali pin-up dal fisico prorompente tra le quali emergerà Bettie Page. In seguito con l'avvento della sexploitation, durante gli anni sessanta, il fetish cominciò a imporsi definitivamente in ambito cinematografico. Con il diffondersi di internet è diventato più semplice per i produttori di film fetish amatoriali far conoscere e commercializzare le loro opere in formato digitale.
Data la vastità delle tematiche fetish e BDSM, si può ben capire la grande varietà di film fetish esistenti. Le pellicole più soft presentano generalmente i protagonisti vestiti in abbigliamento fetish impegnati in pratiche come l'adorazione del piede o delle scarpe, lo spanking, il trampling, il bondage e così via, mentre film più hard core descrivono più esplicitamente situazioni riguardanti l'urofilia, lo scat, il clinical, cock and ball torture e altre pratiche più estreme.